# Rolls-Royce Silver Wraith
O Rolls-Royce Silver Wraith foi o primeiro modelo Rolls-Royce produzido após a Segunda Guerra Mundial. Foi fabricado em Crewe, atualmente sede da Bentley, entre 1946 e 1959, sendo baseado no antecessor Wraith, último a ser produzido antes da Segunda Guerra. Uma versão alternativa do Silver Wraith é o Bentley Mark VI, comercializado até 1952. Tornou-se famoso por ser destinado a veículo oficial de vários chefes de Estado.

## Motor
O motor de seis cilindros em linha do pós-guerra, que havia sido brevemente feito para o abortado pela guerra Bentley Mark V, substituiu a configuração de válvulas suspensas convencional por uma configuração IOE de válvulas de admissão suspensas e válvulas de escape laterais e câmaras de combustão remodeladas. Havia novos mancais principais e de extremidade grande e uma transmissão mais eficiente para a engrenagem de distribuição. A essa mistura pré-guerra, a Rolls-Royce adicionou diâmetros cromados. Inicialmente, esse motor manteve a capacidade do Mark V de 4.257 cc aumentada de 1951 para 4.566 cc e em 1955, após a introdução do Silver Cloud (distância entre eixos padrão), para 4.887 cc para os Silver Wraiths restantes.

## Chassi
Os primeiros carros tinham um chassi de distância entre eixos inteiramente novo de 3226 mm (127 polegadas) que diferia consideravelmente daquele do Wraith pré-guerra e era muito mais próximo da rigidez. Ele combinava com o novo chassi Bentley, mas com uma seção extra de 7 polegadas adicionada ao centro. O novo chassi tinha suspensão dianteira independente com mola helicoidal, que exigia um chassi muito rígido para funcionar corretamente, e na traseira molas semi-elípticas convencionais e eixo vivo. O sistema de frenagem era um híbrido hidromecânico de frentes hidráulicas e traseiras mecânicas usando o servo mecânico semelhante ao dos carros pré-guerra.
Os últimos carros com distância entre eixos curta foram entregues em novembro de 1953. O chassi com distância entre eixos longa, de 3.378 mm (133 polegadas), foi anunciado em 1951 e o primeiro entregue em janeiro de 1952. 639 foram fabricados até a última entrega em outubro de 1958.
Este não foi bem o último modelo Rolls-Royce a ser fornecido como um chassi pronto para uma ampla variedade de carrocerias sob medida, projetadas e feitas por um número em rápido declínio de encarroçadoras especialistas. A maioria das carrocerias selecionadas usava designs de limusine "formais".
De 1949 a 1955, os clientes que desejavam comprar um Rolls-Royce equipado com uma carroceria de aço padrão muito menor podiam comprar o Silver Dawn. Ele andava em um chassi sete polegadas mais curto que o Silver Wraith, e era quase idêntico ao sedã Bentley Standard Steel da Rolls-Royce disponível junto com o Silver Wraith desde julho de 1946.

## Transmissão
Inicialmente, apenas uma caixa de câmbio manual de quatro marchas era oferecida, mas ela foi complementada por uma opção automática General Motors Hydramatic a partir de 1952.

## Países como veículo oficial
- Irlanda - modelo 1947
- Brasil - modelo 1952
- Brasil - modelo 1957
- Países Baixos - modelo 1958
- Dinamarca - modelo 1958

## Brasil

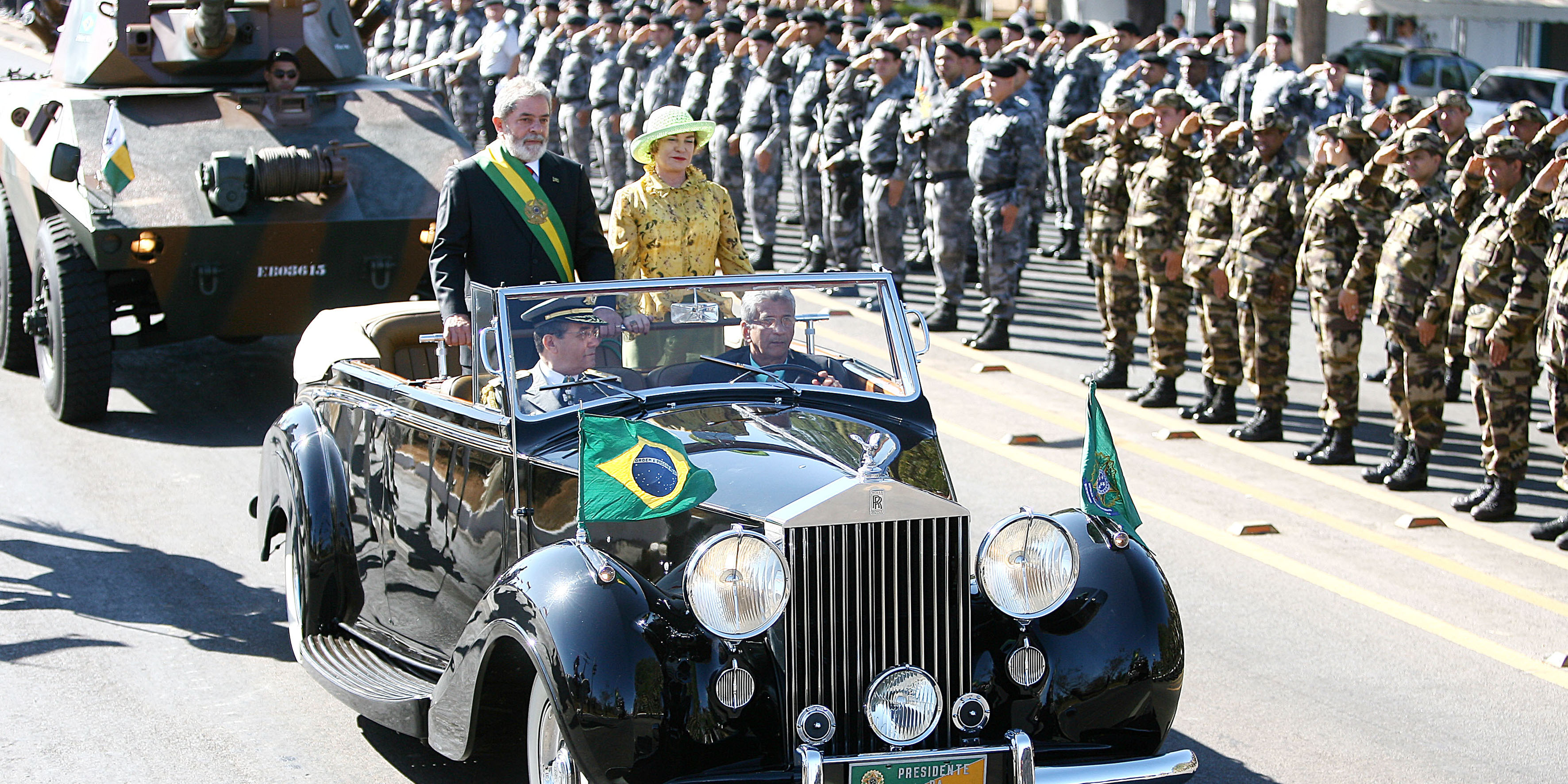
O Rolls Royce Presidencial durante as comemorações do Dia da Independência em 2007

A Presidência da República do Brasil tem dois Rolls-Royce Silver Wraith, um modelo de 1953 e outro de 1957. O primeiro foi doado por Assis Chateaubriand a Getúlio Vargas, usado somente em datas comemorativas e no desfile da posse do Presidente. O segundo foi doado à Presidência da República em 1996 pelo Ministério das Relações Exteriores.